# Saint-Christophe-de-Valains
Saint-Christophe-de-Valains is een gemeente in het Franse departement Ille-et-Vilaine (regio Bretagne) en telt 186 inwoners (2008). De plaats maakt deel uit van het arrondissement Fougères-Vitré.

## Geografie
De oppervlakte van Saint-Christophe-de-Valains bedraagt 3,3 km², de bevolkingsdichtheid is 57 inwoners per km².
De onderstaande kaart toont de ligging van Saint-Christophe-de-Valains met de belangrijkste infrastructuur en aangrenzende gemeenten.

## Demografie
Onderstaande figuur toont het verloop van het inwonertal (bron: INSEE-tellingen).

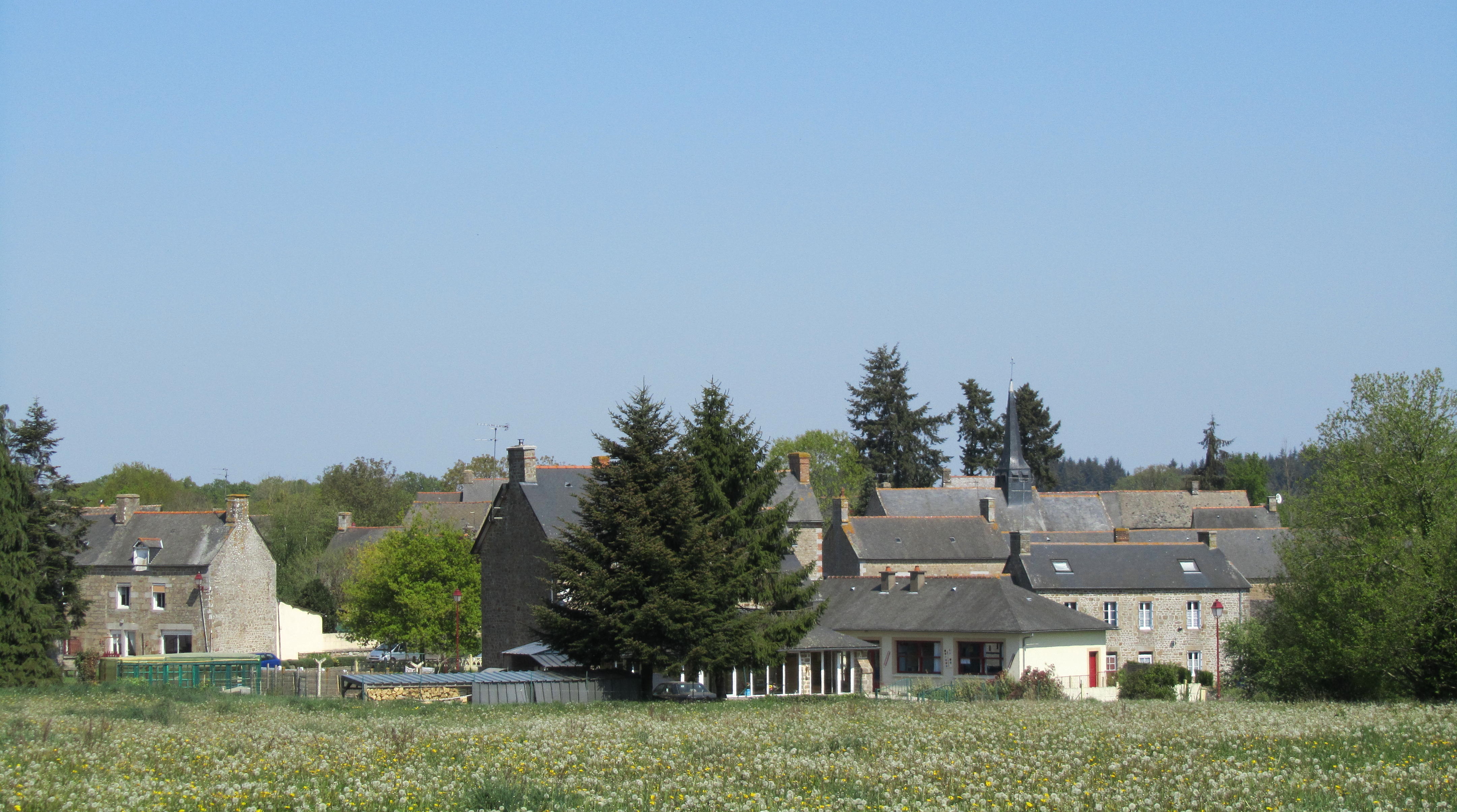
Saint-Christophe-de-Valains
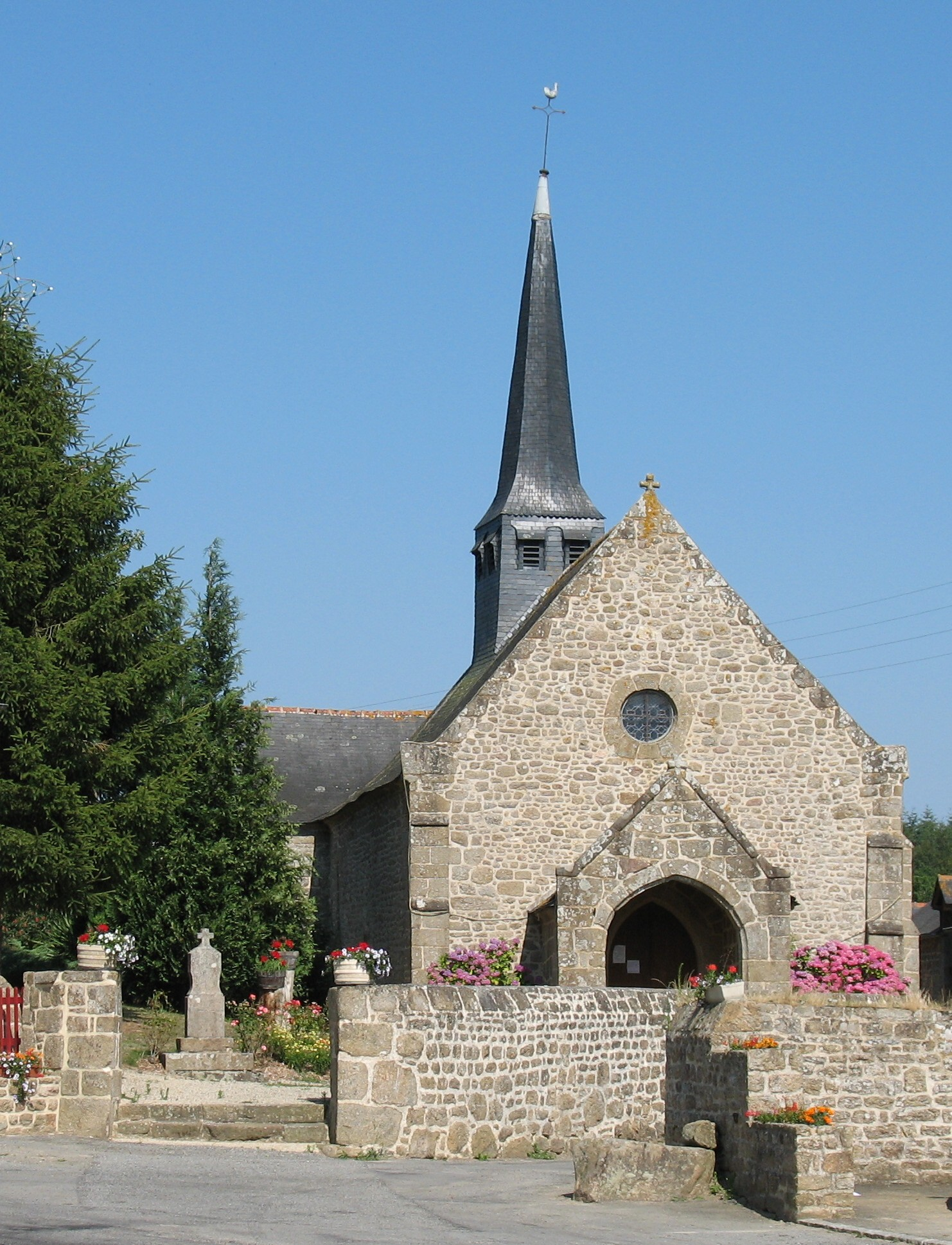
Saint-Christophe-de-Valains
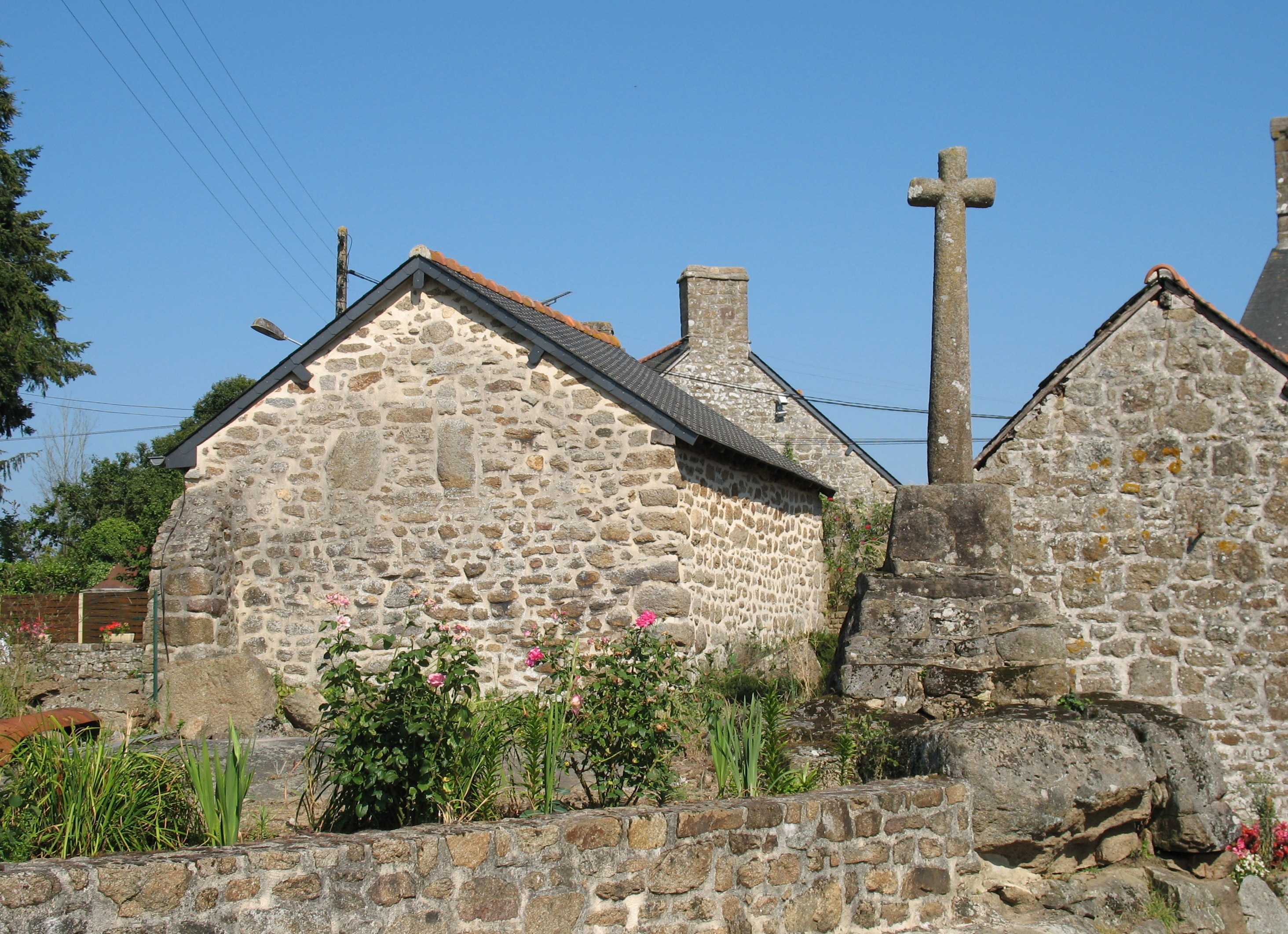
Saint-Christophe-de-Valains

1. ↑  Populations de référence 2022.